# Royal Albert Hall
Royal Albert Hall är ett konserthus i stadsdelen South Kensington i London. Det är uppkallat efter prins Albert, drottning Victorias gemål och invigdes den 29 mars 1871. Albert Hall ligger i de "museikvarter" söder om Kensington Gardens där man även finner Victoria and Albert Museum, Natural History Museum och Science Museum.

## Historia

### 1800-talet
1851 hölls Londonutställningen i Hyde Park, London, till vilken byggnaden Kristallpalatset byggdes. Utställningen var en stor succé, och prins Albert, prinsgemålen föreslog skapandet av en permanent serie av byggnader i området, som kom att bli känt som Albertopolis. Utställningens kommission köpte därefter Gore House med tillhörande mark (där Royal Albert Hall står idag) på berådan av prinsen. 1861 dog prins Albert utan att ha fått se sina planer verkställas. Ett minnesmärke i hans ära föreslogs för Hyde Park, med en stor konserthall mittemot.
Förslaget godkändes och platsen köptes med lite av vinsten från utställningen. Efter att de resterande pengarna samlats ihop, skrev drottning Victoria på ett Royal Charter i april 1867, som godkände byggstarten av huset. Den 20 maj samma år lade hon själv dit grundstenen. Konserthuset designades av Captain Francis Fowke och Henry Young Darracott Scott hos Royal Engineers, och byggdes av Lucas Brothers. Husets design var väldigt influerat av antika amfiteatrar, men hade även fått designidéer från Gottfried Semper under tiden han jobbade på South Kensington Museum. Den nyligen öppnade Cirque d'Hiver i Paris sågs av pressen som designen att överträffa. Hallen byggdes huvudsakligen av tegelstenar av märket Fareham Red Brick, med terrakottadekorationer gjorda av Gibbs and Canning Limited i Tamworth. Kupolen (designad av Rowland Mason Ordish) på toppen gjordes av smidesjärn och glaserades även. Kupolens järnram sattes ihop på prov i Manchester, sedan togs den isär igen och transporterades till London via häst och vagn. När kupolen var på plats och stödramen skulle avlägsnas fanns endast volontärarbetare kvar, om strukturen skulle falla ihop, vilket den gjorde, men bara 5⁄16 tum. Konserthuset planerades att vara klart juldagen 1870 och drottningen besökte bygget några veckor i förväg för att inspektera.

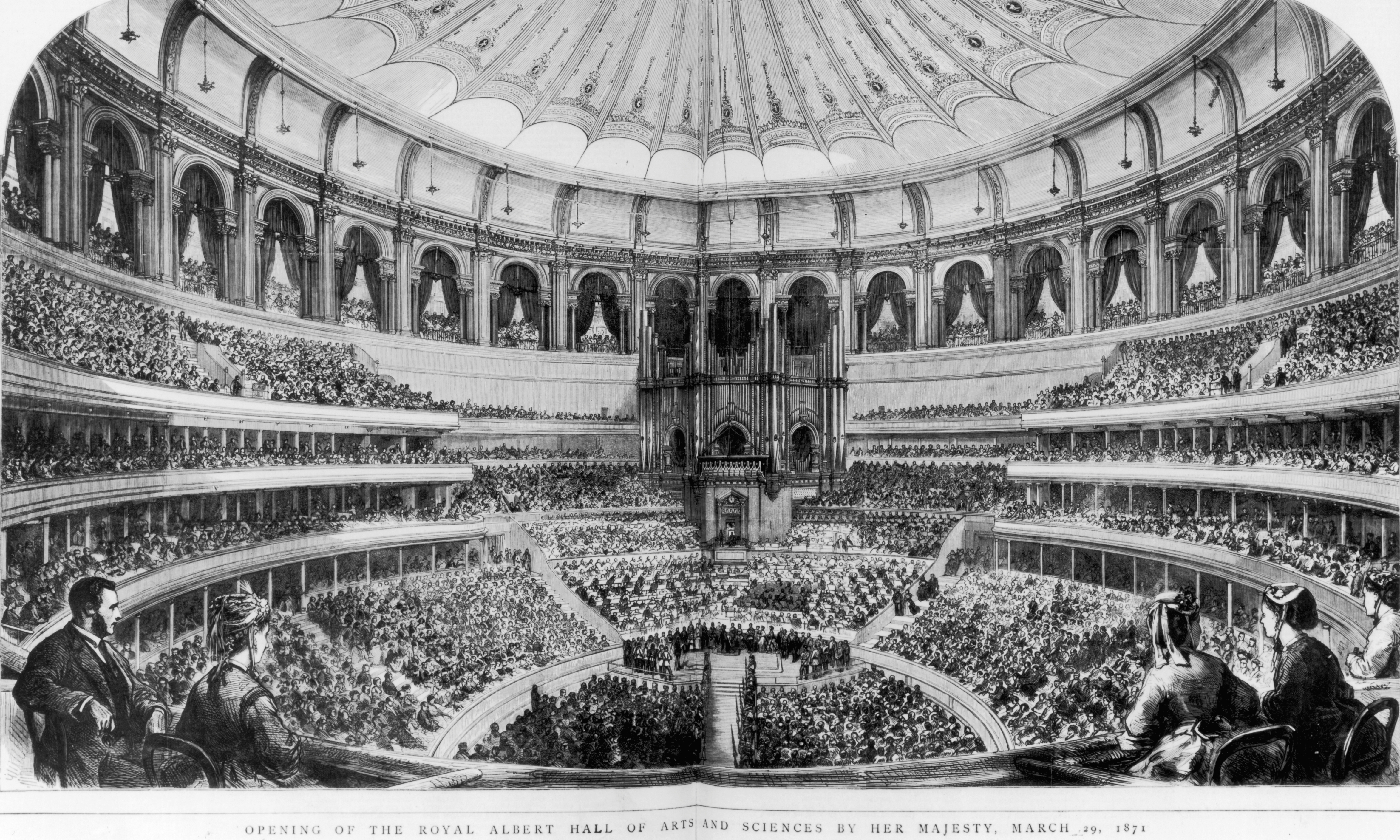
Bild från det första framförandet i huset.

Den officiella öppningsceremonien av konserthuset hölls den 29 mars 1871. Ett välkomsttal hölls av Edvard VII av Storbritannien, då drottning Victoria var för betagen för att tala. Drottningen anmärkte vid ett tillfälle att konserthuset påminde henne om den brittiska konstitutionen.
En konsert följde, då konserthusets akustikproblem blev uppenbara. Ingenjörer försökte först att dämpa det stora ekot med en stor duk hängande över kupolen. Detta fungerade som en tillfällig lösning, och skärmade även av solen för besökarna, men problemet var inte helt löst. Det sades skämtsamt att Royal Albert Hall var "the only place where a British composer could be sure of hearing his work twice" (den enda konserthallen där kompositören får höra sitt verk spelas två gånger).
I juli 1871, framförde den franska organisten Camille Saint-Saëns stycket Church Scene från Faust av Charles Gounod. Orkestern beskrev hans prestation som "en exceptionell och framstående artist ... effekten var mest underbar."
Konserthuset använde sig ursprungligen av gas för att få belysning. Huset hade ett specialsystem där tusentals gaslyktor tändes inom loppet av tio sekunder. Trots att elektriskt ljus demonstrerades i huset så tidigt som 1873, installerades det inte förrän 1888.
I maj 1877 dirigerade Richard Wagner den första halvan av de åtta konserter som utgjorde Grand Wagner Festival. Han lät sedan  Hans Richter dirigera, och satt själv i en armstol vid sidan av scenen under resten av varje konsert. Wagners fru Cosima, dotter till ungerska virtuospianisten och kompositören Franz Liszt, fanns i publiken.
Vinklubben The Wine Society grundades i huset den 4 augusti 1874, efter att stora mängder av vintunnor som glömts bort hade hittats i källaren. Ett antal luncher hölls för att presentera vinerna, och General Henry Scott föreslog instiftandet av ett företag för att köpa och sälja viner.

Akustikplattor(i lila och blått) hänger ner från taket i konsertsalen.

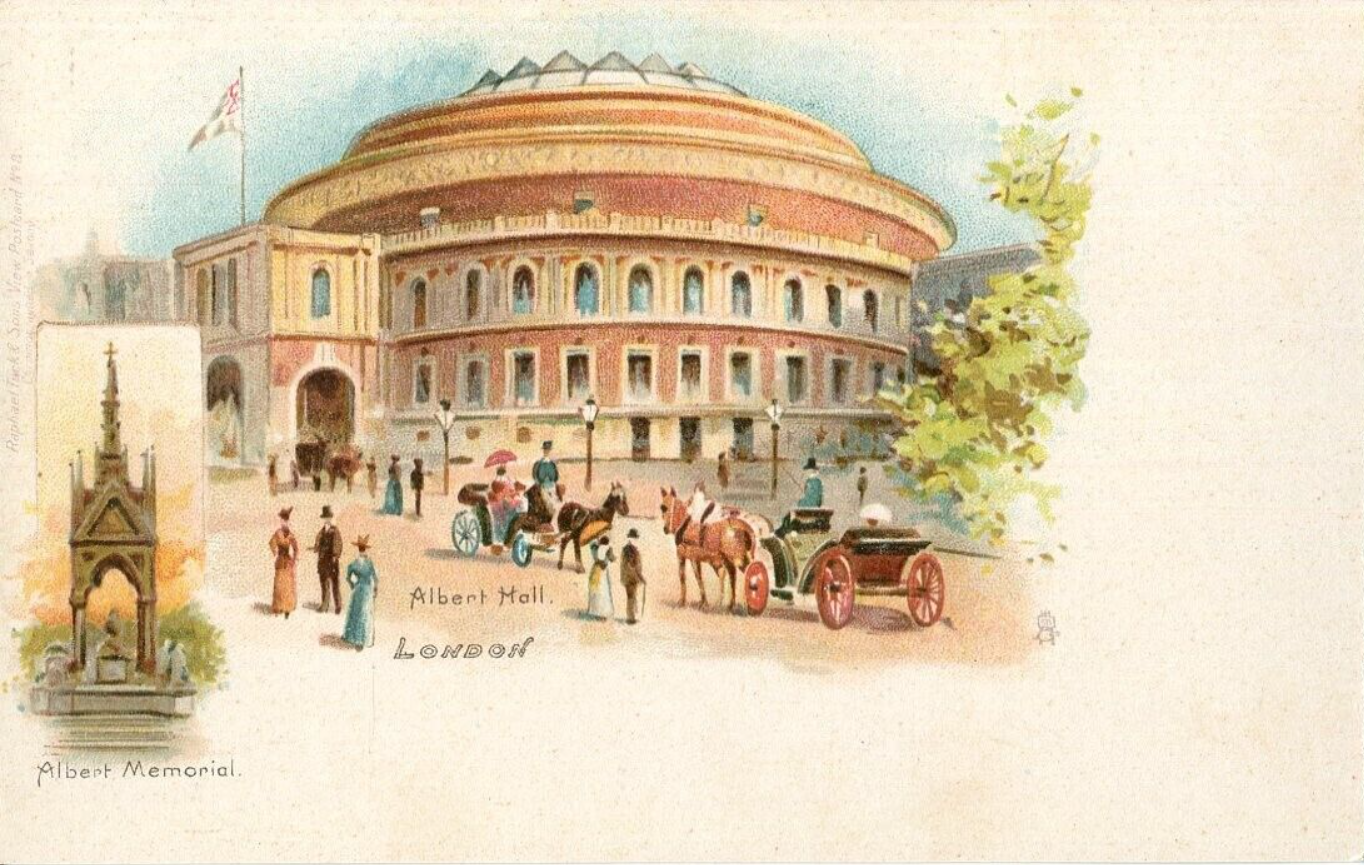
Vykort på huset från tidigt 1900-tal, med infälld bild av Albert Memorial.

### 1900-talet
1906 grundades Central School of Speech and Drama av Elsie Fogerty, som då använde sig av västra teatern, vilket nu är känt som Elgar Room. Skolan flyttade till Swiss Cottage i norra London 1957. Under tiden som skolan huserade i Royal Albert Hall gick studenter som Judi Dench, Vanessa Redgrave, Harold Pinter, Laurence Olivier och Peggy Ashcroft där.
1911 framförde den ryska pianisten och kompositören Sergei Rachmaninoff en del av London Ballad Concert. Framförandet innefattade hans "Prelude in C-sharp minor" och "Elegie in E-flat minor".
1933 höll den tyska fysikern Albert Einstein sitt 'Einstein Meeting' i huset.
1936 hölls ett möte som firade det brittiska riket, på Joseph Chamberlains födelsedag. I oktober 1942 fick huset mindre skador av bombningar under andra världskriget, men lämnades mestadels orörd då tyska piloter såg dess särskilda struktur som ett landmärke.
1949 byttes den stora duken som dämpat konsertsalens eko ut till aluminiumpaneler under glastaket, i ett nytt försök att utesluta ekot i salen. Problemet löstes inte helt förrän 1969 då ett flertal akustikskivor av fiberglas installerades under taket. 1968 var konserthuset värd för årets upplaga av Eurovision Song Contest och 1969-1989 anordnades skönhetstävlingen Miss World i huset.
Från 1996 till 2004 pågick ett flertal renoveringar och uppgraderingar i huset för att kunna möta nästa decenniets konserter. Trettio "diskreta projekt" designades och installerades utan att behöva avbryta några pågående föreställningar. Bland annat så installerades ny ventilation, fler restauranger och barer, nya sittplatser och mer tekniska förutsättningar. Även backstageområdet gjordes om. Sittplatserna byggdes om under fyra veckor i juni 1996, och gav då besökarna mer benutrymme och bättre sikt.

### 2000-talet
Under 2002 och 2004 byggdes konserthusets orgel om (känd som The Voice of Jupiter), ursprungligen byggd av "Father" Henry Willis 1871 och ombyggd av Harrison & Harrison 1924 och 1933. Denna gången byggdes orgeln om av Mander Organs och är nu den näst största piporgeln inom de brittiska öarna med 9997 pipor i 147 rader. Den största orgeln är Grand Organ i Katedralen i Liverpool som har 10268 pipor.

## Evenemang
Albert Hall används ofta vid stora musikevenemang, inte bara när det gäller klassisk musik. Många pop- och rockkonserter har också hållits där genom åren, bland annat hölls Eurovision Song Contest 1968 här. Åren 1969–1988 hölls även skönhetstävlingen Miss World i Royal Albert Hall.

### Återkommande evenemang

#### BBC Proms
Under 1890-talet startade dirigenten sir Henry Wood sina populära Promskonserter i Albert Hall. Där hålls de än idag under en åttaveckorsperiod under sommaren, med säsongens pampiga avslutningskonserten, Last Night of the Proms, i september.

#### Tennis
Tennis spelades först i huset mars 1970, och tennisturneringen ATP Champions Tour Masters har hållits varje december sedan 1997.

#### Filmpremiärer
Konserthuset har visat ett flertal filmer sedan stumfilmseran. Under 1920-talet var det även den enda platsen i London som visade The Queen of Sheba, regisserad av William Fox.
Royal Albert Hall har även stått värd för ett flertal premiärer. I urval:
- Brittiska premiären av Fritz Langs film Nibelungen
- 101 dalmatiner den 4 december 1996
- Europapremiären av Spandau Ballets Soul Boys of the Western World[24]
- Tre premiärer för filmer om James Bond; Die Another Day den 18 november 2002 (besökt av Drottning Elizabeth II och prins Philip), Skyfall den 23 oktober 2012 (besökt av prins Charles, dåvarande prins av Wales, och hans hustru Camilla)[25] samt SPECTRE den 26 oktober 2015 (besökt av Prins William, hertig av Cambridge och Catherine, hertiginna av Cambridge).[26]

Royal Albert Hall arrangerade även världspremiären av Titanic 3D, den 27 mars 2012, med James Cameron och Kate Winslet i publiken.

#### Bakom scenen
Konserthuset är värd för hundratals evenemang och aktiviteter vid sidan av deras huvudsal. Det hålls regelbundet gratis konstutställningar i korridoren på bottenvåningen, som kan beskådas vid ett event, eller på speciella visningsdatum. 
Besökare kan även få en rundtur i konserthuset under de flesta dagar som huset är öppet. Den vanligaste turen är Grand Tour på en timme, som visar de flesta områden, bland annat konsertsalen, galleriet och matsalen Royal Retiring Room. Det hålls även andra turer, bland annat Story of the Proms, Bakom kulisserna, Inside Out och skolresor. Barnturen inkluderar berättelser och musiksessioner för barn upp till 4 år. 

#### Veckoevent
- "Live Music in Verdi" äger rum i den italienska restaurangen på fredagskvällar med olika artister varje vecka.
- "Late Night Jazz" hålls i Elgarrummet, i regel på torsdagskvällar.
- "Classical Coffee Mornings" hålls på söndagar i Elgarrummet med musiker från Royal College of Music tillsammans med drycker och bakverk.
- Söndagsbrunchevenemang äger rum i italienska restaurangen Verdi tillsammans med olika musikgenrer.[29]

### Återkommande artister

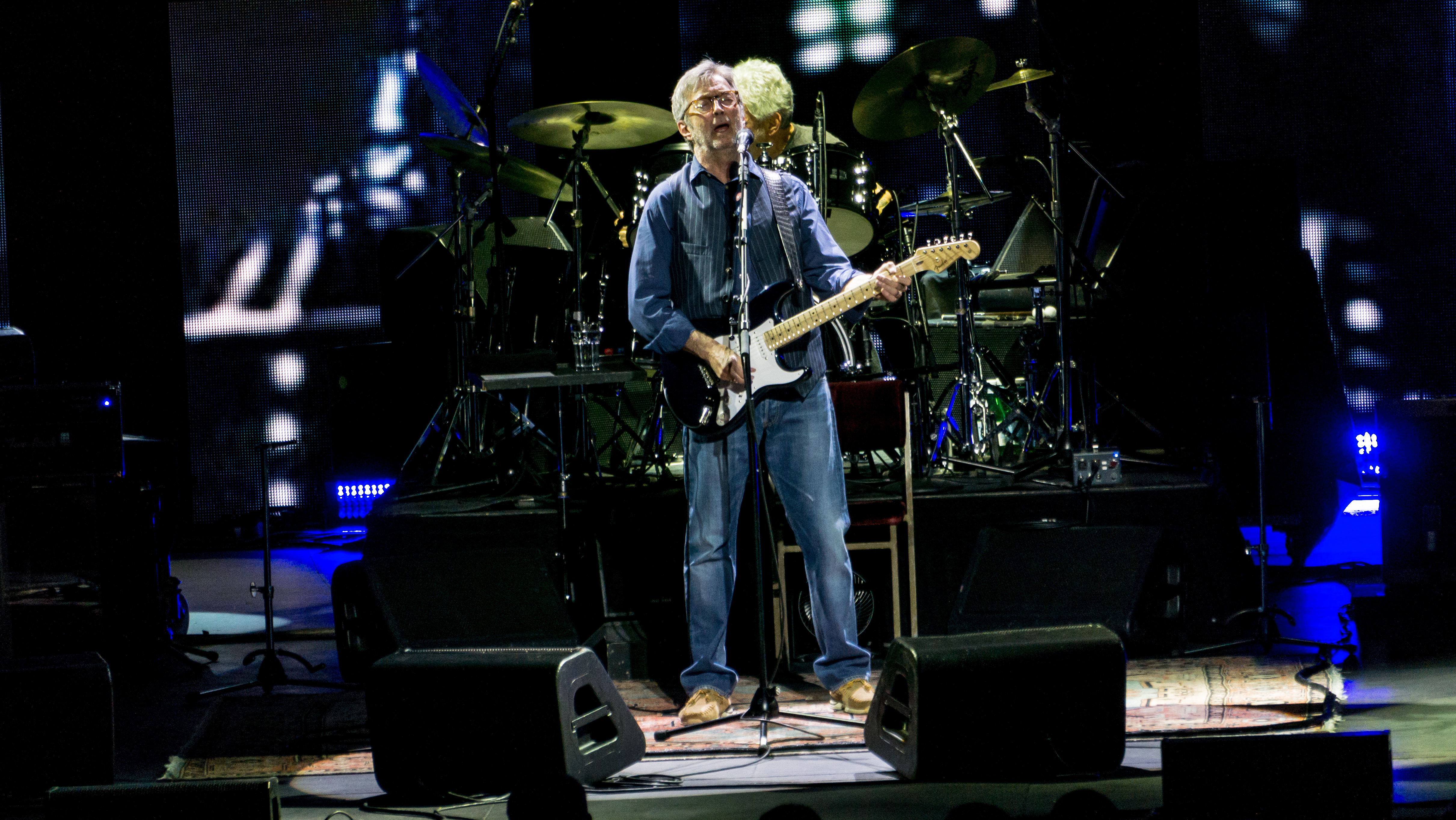
Eric Clapton på scen under en konsert i Royal Albert Hall i maj 2017.

Eric Clapton spelar regelbundet i konserthuset. Sedan 1964 har Clapton gjort över 200 konserter i huset, och har sagt "att spela på konserthuset känns som att spela i mitt vardagsrum". I december 1964 gjorde Clapton sitt första framträdande i konserthuset, tillsammans med gruppen the Yardbirds. Även hans band Cream höll sina sista konserter på konserthuset. Clapton anstiftade även Concert for George, som hölls i konserthuset den 29 november 2002 för att hylla Claptons långtida vän och förre Beatlen George Harrison. Clapton passerade 200 konserter i huset 2015.
David Gilmour spelade i konserthuset under turnéerna för två soloalbum. Han släppte även ett livealbum från konserthuset, inspelat under tre kvällar i september 2006 med titeln Remember That Night. Konserterna gästades bland annat av Robert Wyatt och David Bowie (som sjöng på låtarna "Arnold Layne" och "Comfortably Numb"). Konserten sändes på TV av BBC One den 9 september 2007 och igen den 25 maj. Gilmour besökte återigen konserthuset fem kvällar i rad i september 2015, och avslutade även sin turné Rattle That Lock Tour i september 2016, då han spelade fyra kvällar i konserthuset. Han närvarade även på ett Teenage Cancer Trust event den 24 april 2016.
Shirley Bassey är en av konserthusets kvinnliga mest framträdande artister, som regelbundet spelat där sedan 1970-talet. 2001 sjöng hon "Happy Birthday" under födelsedagskonserten till Prins Philip, hertig av Edinburgh. Den 30 mars 2011 framträdde hon på en gala som firade Michail Gorbatjovs 80-årsdag. I maj 2011 framträdde hon på den årligt hållna Classic Brit Awards, då hon sjöng "Goldfinger" som hyllning till den avlidne kompositören John Barry. Den 20 juni 2011 sjöng hon "Diamonds Are Forever" och "Goldfinger", ackompanjerad av Royal Philharmonic Orchestra, som avslutande numren på minneskonserten till Barry.
Den tyska orkesterledaren James Last gjorde 90 framträdanden på konserthuset mellan 1973 and 2015, vilket gör honom till den utländska person som spelat i huset flest gånger.

## Felmärkta konserter
En berömd, ofta bootlegad konsert av Bob Dylan vid Free Trade Hall i Manchester den 17 maj 1966 blev av misstag märkt som "Royal Albert Hall Concert". 1998 släppte Columbia Records en officiell inspelning av konserten, The Bootleg Series Vol. 4: Bob Dylan Live 1966, The "Royal Albert Hall" Concert, som fortfarande innehar fel titel, men inkluderar detaljer om konsertens faktiska plats. Inspelningar från Dylans konserter i Royal Albert Hall den 26–27 maj 1966 släppes 2016 som The Real Royal Albert Hall 1966 Concert.
Även en konsert av Creedence Clearwater Revival har blivit felmärkt. Ett livealbum med titeln The Royal Albert Hall Concert släpptes 1980. När skivbolaget Fantasy Records upptäckte att inspelningen på albumet i verkligen tagit plats i Oakland Coliseum döptes albumet om till endast The Concert.

## Referenser i popkultur

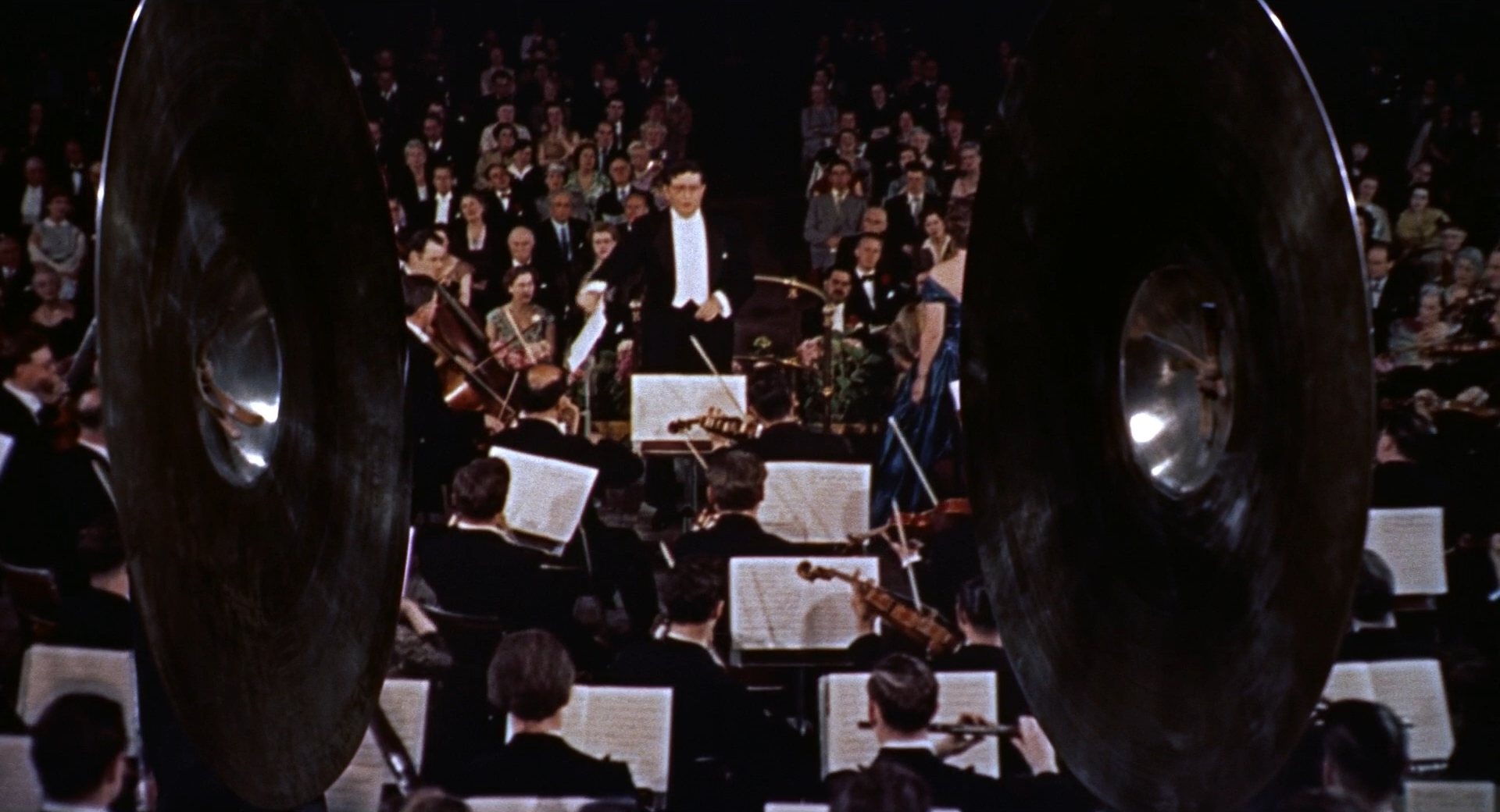
Bernard Herrmann dirigerar orkestern i en scen från Mannen som visste för mycket (1956)